# Proctonotus mucroniferus
Proctonotus mucroniferus (Alder & Hancock, 1844) è un mollusco nudibranchio della famiglia Proctonotidae.

## Tassonomia
È l'unica specie nota del genere Proctonotus Alder & Hancock, 1844.
La specie era stata originariamente descritta come appartenente al genere Venilia, denominazione non accettata per via dell'omonimia con un genere di lepidotteri della famiglia Geometridae (Venilia Duponchel, 1829).
Altre specie in passato attribuite a questo genere sono state poste in sinonimia:
- Proctonotus affinis Burn, 1958 = Caldukia affinis (Burn, 1958)
- Proctonotus orientalis Kelaart, 1858 = Polybranchia orientalis (Kelaart, 1858)